# Pasteosia irrorata
Pasteosia irrorata là một loài bướm đêm thuộc phân họ Arctiinae, họ Erebidae.